# Chintu Kampamba
Chintu Kampamba (ur. 28 grudnia 1980 w Kabwe) – zambijski piłkarz grający na pozycji obrońcy.

## Kariera klubowa
Karierę piłkarską Kampamba rozpoczął w rodzinnym Kabwe. Jego pierwszym klubem w karierze był zespół Kabwe Warriors. W 1999 roku zadebiutował w jego barwach w zambijskiej Premier League. W 2001 roku był na pół sezonu wypożyczony do szwedzkiego trzecioligowca IFK Hässleholm. W 2002 i 2003 roku dwukrotnie z rzędu zdobył z Warriors Challenge Cup.
W 2004 roku Kampamba został zawodnikiem Golden Arrows, pochodzącego się z południowoafrykańskiego miasta Durban. W Golden Arrows grał przez 3 sezony. W połowie 2007 roku odszedł do Free State Stars, a następnie w 2008 roku został piłkarzem AmaZulu F.C. z Durbanu, gdzie grał z rodakiem Kalililo Kakonje. W 2010 roku przeszedł do Bidvest Wits.
| Sezon   | Klub             | Kraj              | Rozgrywki      | Mecze | Bramki |
| ------- | ---------------- | ----------------- | -------------- | ----- | ------ |
| 1999    | Kabwe Warriors   | Zambia            | Premier League | ?     | ?      |
| 2000    | Kabwe Warriors   | Zambia            | Premier League | ?     | ?      |
| 2001    | IFK Hässleholm   | Szwecja           | III. liga      | ?     | ?      |
| 2001    | Kabwe Warriors   | Zambia            | Premier League | ?     | ?      |
| 2002    | Kabwe Warriors   | Zambia            | Premier League | ?     | ?      |
| 2003    | Kabwe Warriors   | Zambia            | Premier League | ?     | ?      |
| 2004    | Kabwe Warriors   | Zambia            | Premier League | ?     | ?      |
| 2004/05 | Golden Arrows    | Południowa Afryka | Premier League | 27    | 1      |
| 2005/06 | Golden Arrows    | Południowa Afryka | Premier League | 18    | 1      |
| 2006/07 | Golden Arrows    | Południowa Afryka | Premier League | 16    | 0      |
| 2007/08 | Free State Stars | Południowa Afryka | Premier League | 22    | 0      |
| 2008/09 | AmaZulu F.C.     | Południowa Afryka | Premier League | 21    | 1      |
| 2009/10 | AmaZulu F.C.     | Południowa Afryka | Premier League | 10    | 1      |
| 2010/11 | Bidvest Wits     | Południowa Afryka | Premier League | 16    | 0      |
| 2011/12 | Bidvest Wits     | Południowa Afryka | Premier League | 4     | 0      |

## Kariera reprezentacyjna
W 1999 roku Kampamba wraz z reprezentacją Zambii U-20 wywalczył mistrzostwo Afryki i wystąpił na młodzieżowych Mistrzostwach Świata. W dorosłej reprezentacji zadebiutował w 1999 roku. W 2000 roku był w kadrze na Puchar Narodów Afryki 2000, a w 2008 roku rozegrał jedno spotkanie w Pucharze Narodów Afryki, zremisowane 1:1 z Egiptem. W 2010 roku został powołany do kadry na Puchar Narodów Afryki.